# Języki tupi-guarani
Języki tupi-guarani – rodzina języków autochtonicznej ludności Ameryki Południowej, należąca do większej rodziny języków tupi.
Do rodziny tupi-guarani zalicza się język guarani oraz inne jego formy i dialekty. Guarani jest jednym z dwóch języków urzędowych Paragwaju (obok hiszpańskiego).
Językiem guarani posługują się wschodnioboliwijscy Guarani, Chawuncu lub Chiriguano. W Boliwii mówi nim około 34 tys. ludzi. W Argentynie 15 tys. ludzi (głównie w Jujuy). Około 304 używa tego języka w paragwajskim Chaco.
Ponadto języki tej grupy występują w płn. Boliwii oraz na rozległych obszarach centralnej części Amazonii.